# Grand Lisboa
Grand Lisboa (chiń. 澳門新葡京酒店; pinyin Àomén Xīnpújīng Jiǔdiàn) – wieżowiec w Makau, w Chińskiej Republice Ludowej, o wysokości 258 m. Budynek został otwarty w 2007, liczy 52 kondygnacje.